# Première guerre médique
Cet article court présente un sujet plus développé dans : Guerres médiques.
Guerres médiques
Batailles
La première guerre médique désigne la première invasion perse de la Grèce pendant les guerres médiques.
Commencée en 492 av. J.-C. et se terminant par la victoire décisive des Athéniens, à la bataille de Marathon en 490 av. J.-C., (les Spartiates étant arrivés en retard) l'invasion est composée de deux campagnes distinctes. Elle est ordonnée par le roi perse Darius Ier principalement pour punir les cités d'Athènes et d'Érétrie. Ces cités avaient soutenu les villes de l'Ionie pendant leur révolte contre la domination perse, provoquant ainsi la colère de Darius Ier. Ce dernier a également vu l'opportunité d'étendre son empire en Europe et de sécuriser sa frontière occidentale.